# Lomographa nigropunctaria
Lomographa nigropunctaria là một loài bướm đêm trong họ Geometridae.